# SuKuLTuR

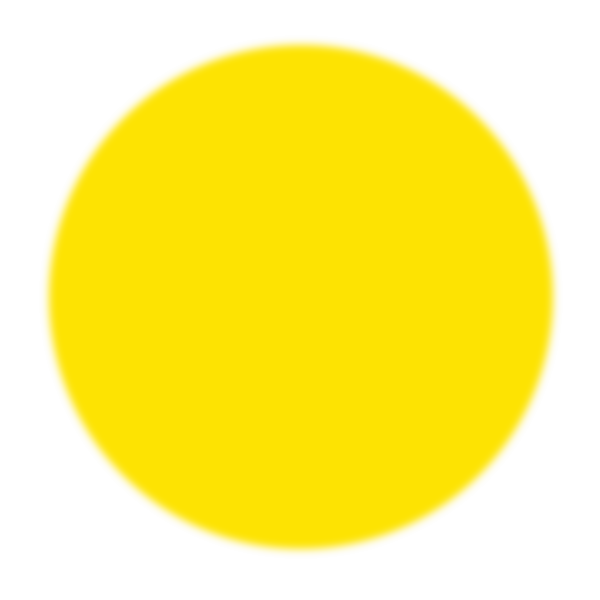
Verlagslogo

SuKuLTuR ist ein Berliner Independent-Verlag, der seit 2019 auch einen Sitz in Hamburg hat. Er wurde 1995 von Marc Degens und Torsten Franz gegründet. Im Jahr 2000 komplettierte Frank Maleu das Verlegerkollektiv, das sich seitdem „alle3“ nennt und das Online-Feuilleton satt.org und die Leseheftreihen „Schöner Lesen“ und „Aufklärung und Kritik“ herausgibt.

## Programm

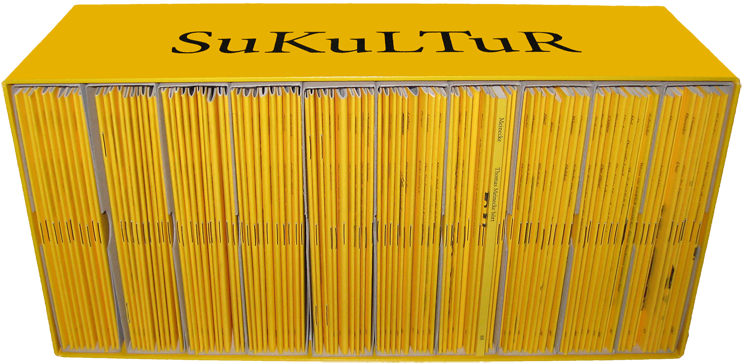
„Die Box“ mit den „Schöner Lesen“-Heften 1–100

Der Programmschwerpunkt des Verlags liegt auf der Gegenwartsliteratur von hauptsächlich deutschsprachigen Autoren, u. a. Timo Berger, Bdolf, Crauss, Dietmar Dath, Jan Drees, Herbert Laschet Toussaint, Ilse Kilic, Stan Lafleur, Nikola Richter, Tijan Sila, David Wagner. Daneben veröffentlicht der Verlag auch Sachbücher, CDs, Videos und Comics. Hauptpfeiler des Programms ist die Leseheftreihe Schöner Lesen, deren erste Ausgabe 1996 erschien und der bis Mai 2016 150 Bände folgten. Die Hefte im DIN-A6-Format umfassen in der Regel zwischen 16 und 24 Seiten und werden zum Preis von zwei bis vier Euro verkauft. In der gleichen Aufmachung erschienen bislang elf Bände mit politischen und ästhetischen Essays in der Heftreihe „Aufklärung und Kritik“. Im Herbst 2010 veröffentlichte der Verlag „Die Box“ mit den „Schöner Lesen“-Heften 1–100.
Regelmäßig veranstaltet der Verlag kulturelle Veranstaltungen. Im Jahr 2004 traten alle3 im Kaffee Burger in Berlin erstmals mit ihrem Bühnenfeuilleton „Die Begeisterungs-Show“ auf, Auftritte in Mainz und München folgten. 2005 fand die sechsteilige Lesungsreihe „Schöner Lesen“ in Berlin-Neukölln statt. Im Mai 2005 war der SuKuLTuR-Verlag Teilnehmer beim „Treffen junger Independent-Verlage“ in Berlin und 2005 und 2006 Mitveranstalter des Festes der jungen Verlage „Book Fair A Gogo“ auf der Frankfurter Buchmesse.
Im August 2009 veröffentlichte der Verlag als ersten und bislang einzigen Roman: das Buch „Strobo“, den Debütroman des Berliner Bloggers Airen, der im Mittelpunkt der Plagiatsdebatte um Helene Hegemanns Romandebüt „Axolotl Roadkill“ stand.
Von 2015 bis 2019 fand die Lesereihe „Automatendichtung“ im Berliner ORi statt.

## Vertrieb

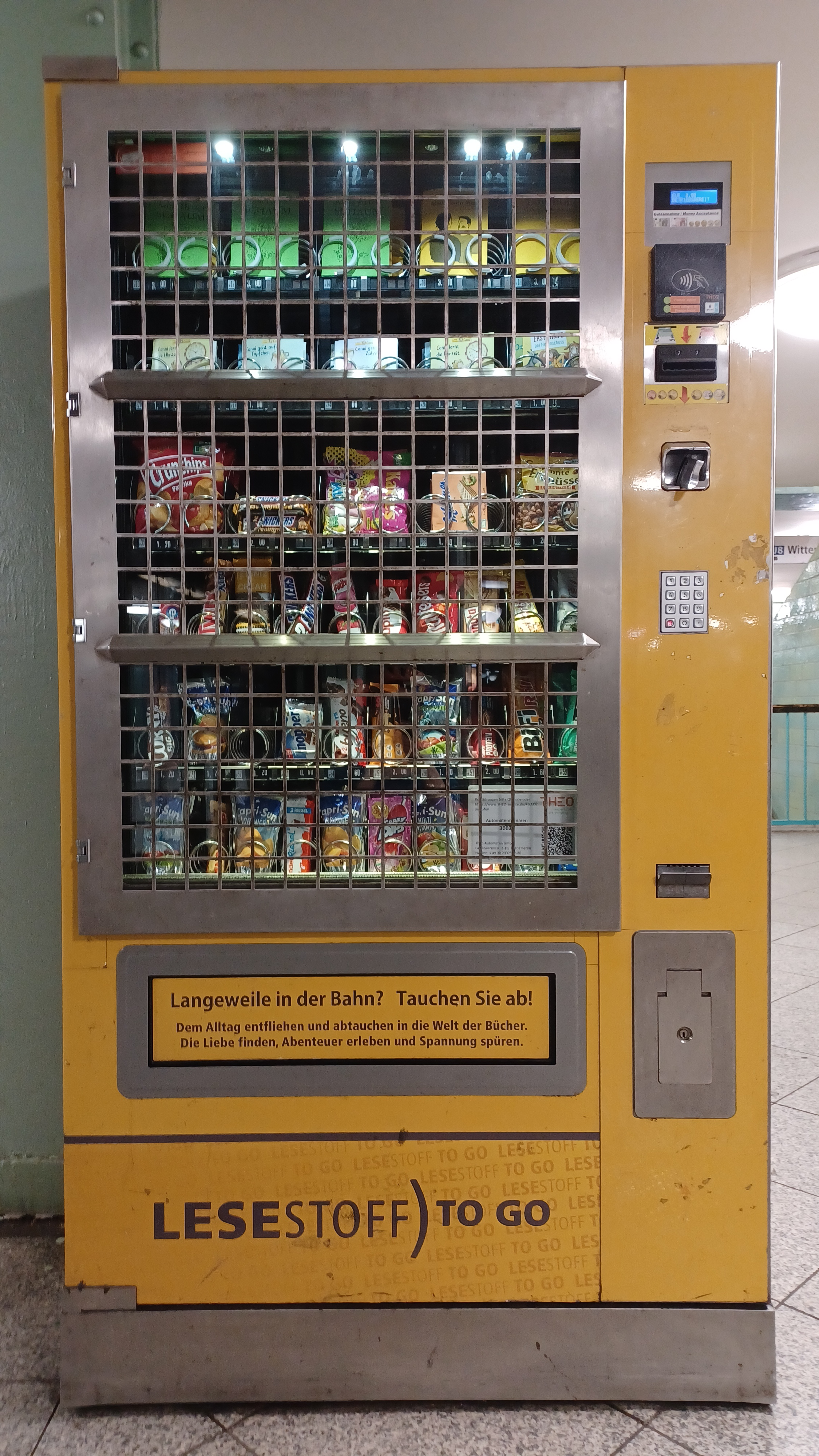
Hefte von SuKuLTuR in einem Automaten im U-Bahnhof Alexanderplatz in Berlin

Neben dem herkömmlichen Vertrieb im Buchhandel werden die Hefte seit Dezember 2003 in Süßwarenautomaten an S-Bahnhöfen in Berlin und seit dem Frühjahr 2004 an Bahnhöfen im Norden und Westen Deutschlands (u. a. in Hamburg, Duisburg, Düsseldorf und Dortmund) verkauft. Auf diese Weise konnten bis zum Herbst 2015 allein in Berlin über 100.000 Lesehefte verkauft werden. Von 2014 bis 2016 betrieben die Macher von SuKuLTuR die E-Book-Plattform Minimore, auf der sie E-Books ausgewählter Verlage bewarben und verkauften.

## Trivia
Im Jahre 2007 war die Heftreihe „Schöner Lesen“ für den „Vending-Star“, den Innovationspreis des Bundesverbands der Deutschen Vending-Automatenwirtschaft, in der Kategorie „Produkte zur Abgabe bzw. zur Zubereitung in Automaten“ nominiert.

## Auszeichnungen
- 2024: Deutscher Verlagspreis
- 2022: Deutscher Verlagspreis[3]
- 2021: Deutscher Verlagspreis[4]
- 2020: Zukunftsprämie der Hamburger Behörde für Kultur und Medien[5]
- 2011: V.O.Stomps-Förderpreis der Stadt Mainz für eine kleinverlegerische Leistung[6]